# Жан (герцог Турени)
Жан Туреньский (Иоа́нн; фр. Jean de Touraine, Dauphin de France, 31 августа 1398, Париж — 5 апреля 1417, Компьень) — 4-й сын и наследный принц (дофин) французского короля Карла VI Безумного и Изабеллы Баварской, дочери герцога Баварии Стефана III Великолепного и Таддеи Висконти.

## Биография
Жан с 1406 года был женат на Жаклин Эно, наследнице графств Эно, Голландии и Зеландии. Предками Жаклин были графы Эно и Фландрии, короли Франции, герцоги Бургундии и император Священной Римской империи Людвиг IV. Жаклин провела детство вместе с матерью, Маргаритой Бургундской, дочерью Филиппа II Смелого, в замке Ле Кенуа в Эно, рядом с лесом Мормал. Граф Голландии Вильгельм VI, отец Жаклин, жил в замке Бушан в Эно и часто был при дворе короля Франции Карла VI. Именно во время одной из своих поездок Вильгельм VI заключил с королём брак своей дочери Жаклин с Жаном, четвёртым сыном Карла VI. Свадьба праздновалась с большой помпой в Компьени 23 июня 1406 года. Тем не менее Вильгельм не принимал участия в праздничных мероприятиях, потому что Жаклин было всего лишь 5 лет, а Жану около восьми лет.
После празднеств Жан, Жаклин и её мать Маргарита Бургундская вернулись в Эно, сначала в Валансьен, а затем в Монс. Вернувшись в замок Лe Кенуа, молодая пара проводила спокойную жизнь подальше от бед Столетней войны, но посреди развернувшейся борьбы между арманьяками и бургиньонами. В подтверждение брачного соглашения, заключённого между королём Франции и графом Голландии, в 1407 году Жан, после убийства Людовика Орлеанского, получил от отца титулы герцога Турени, графа Понтьё и герцога Берри. 22 апреля 1411 года папа римский Григорий XII подтвердил брачное соглашение 1406 года.
В ноябре 1407 года Людовик Орлеанский был убит по приказу Иоанна Бесстрашного. Это убийство на время сплотило всех принцев крови. Сложившаяся партия противников Иоанна Бесстрашного в разное время включала в себя вдову Людовика Орлеанского Валентину Висконти, их сына Карла Орлеанского, Жана Беррийского, Людовика II Анжуйского, Людовика II Бурбонского и его сына Иоанна I Бурбонского, сыновей Карла VI Людовика Гиеньского, Жана Туреньского и будущего короля Карла VII. Эта партия первоначально называлась орлеанской, но своё более распространённое название — арманьяки — она получила от имени наиболее активного своего члена графа Бернара VII Арманьяка, с 1410 года тестя Карла Орлеанского, с 1415 года коннетабля. Так что Людовик Гиеньский, старший брат Жана, стал номинальным главой партии арманьяков. Сторонников бургундских герцогов Филиппа II Смелого, Иоанна Бесстрашного и Филиппа III Доброго в русскоязычной литературе называют бургиньонами, то есть буквально «бургундцами».
В начале декабря 1415 года Людовик Гиеньский сильно простудился, когда отправился с визитом к матери. Осложнением стала тяжёлая дизентерия, и 18 декабря дофин скоропостижно скончался. Его младший брат Жан, герцог Турени, сменил его на посту дофина Франции и стал номинальным главой партии арманьяков. Похоронив Людовика, Изабелла Баварская написала Геннегаускому двору, требуя возвращения в Париж своего четвёртого сына, Жана Туреньского, который отныне становился наследником французского престола. В январе 1417 года он вернулся в Париж под охраной Иоанна Бесстрашного, герцога Бургундии. Но 4 апреля он внезапно умер в Компьени от опухоли позади уха — как полагают, речь шла о мастоидите.
Если бы он правил Францией как Иоанн III, то графства Голландия, Зеландия, Эно и Фрисландия могли бы войти в состав французского королевства, а не других государств современной Европы. Жан был похоронен в аббатстве Сен-Корней. Его младший брат, пятый сын Карла VI, Карл, граф Понтьё, стал дофином Франции, получив большое наследство в виде титулов и в конце концов, после многих приключений, был коронован в 1429 году под именем Карла VII.